# Rudolph, il cucciolo dal naso rosso
Rudolph, il cucciolo dal naso rosso (Rudolph the Red-Nosed Reindeer: The Movie) è un film d'animazione del 1998 ispirato alla storia di Rudolph la renna dal naso rosso scritta da Robert L. May nel 1939. È stato il primo film della casa di distribuzione GoodTimes Entertainment ad essere stato proiettato nelle sale cinematografiche.

## Trama
Nel villaggio di Babbo Natale nasce una piccola renna chiamata Rudolph dai suoi genitori, Lampo e Mitzi; il cucciolo ha un particolare naso rosso e lucente, simile a una lampadina, causa di insulti e di emarginamento da parte delle altre renne. Rudolph dovrà misurarsi con Freccia, suo cugino, che cerca di rompere la sua storia d'amore con Zaira e con la perfida Signora del Ghiaccio, Tormentilla, che, con i suoi poteri magici, stringe il villaggio del Polo Nord in una morsa di gelo per impedire a Babbo Natale di consegnare i regali. Rudolph riuscirà a sconfiggere Tormentilla con i suoi amici e verrà premiato per il suo coraggio entrando a far parte della squadra principale delle renne di Babbo Natale.

## Distribuzione

### Data di uscita[2]
- USA: 16 ottobre 1998
- Spagna: 29 ottobre 1999
- Italia: 26 novembre 1999
- Francia: 25 dicembre 1999
- Regno Unito: 25 dicembre 2002
- Ungheria: 10 dicembre 2003
- Svezia: 25 dicembre 2006